# Orden del Níger
Nigeria se convirtió en país independiente el 1 de octubre de 1960 y en 1963 se constituía en la República Federal de Nigeria. La república instituyó dos órdenes de mérito: la Orden del Níger y la Orden de la República Federal.

## Reconocimientos
Los dos honores más altos, el Gran Comandante de la Orden de la República Federal y el Gran Comandante de la Orden del Níger son otorgadas al presidente y al vicepresidente de la República de Nigeria, respectivamente. El presidente del Tribunal Supremo y el presidente del Senado son Comandantes honorarios de la Orden del Níger.

## Grados
Los nigerianos han seguido el ejemplo británico en la forma y estructura de la Orden.
- Gran Comandante de la Orden del Níger (GCON)
- Comandante de la Orden del Níger (CON)
- Oficial de la Orden del Níger (OON)
- Miembro de la Orden del Níger (MON)

Hay una División Civil y una División Militar. El distintivo de la división última tiene una pequeña línea roja en el medio.